# Life in a Year
Life in a Year (bra: A Vida em um Ano) é um filme estadunidense de 2020, do gênero drama romântico, dirigido por Mitja Okorn, a partir de um roteiro de Jeffrey Addiss e Will Matthews. O filme é estrelado por Jaden Smith, Cara Delevingne, Cuba Gooding Jr., e Nia Long. Will Smith e Jada Pinkett Smith servem como produtores executivos sob sua bandeira Overbrook Entertainment.
Life in a Year foi lançado em 27 de novembro de 2020, pela Sony Pictures Releasing.

## Elenco
- Jaden Smith como Daryn
- Cara Delevingne como Isabelle
- Nia Long como Catherine, Mãe de Daryn
- Cuba Gooding Jr. como Xavier, Pai de Daryn
- RZA como Ron
- Michelle Giroux como Amanda, Mãe de Isabelle
- Chris D'Elia como Phil
- Stony Blyden como Kiran
- JT Neal como Sammy
- Big Sean como Ele Mesmo
- Pedro Miguel Arce como Guarda de Segurança

## Produção
Em março de 2017, foi anunciado que Cara Delevingne e Jaden Smith haviam se juntado ao elenco do filme, com Mitja Okorn como diretor a partir de um roteiro de Jeffrey Addiss e Will Matthews. Will Smith e Jada Pinkett Smith serviram como produtores executivos através de sua bandeira Overbrook Entertainment. Em abril de 2017, Terrence Howard, Stony Blyden, Nia Long, RZA e JT Neal se juntaram ao elenco do filme. Em maio de 2017, Chris D'Elia e Cuba Gooding Jr. se juntaram ao elenco do filme, com Gooding Jr. no lugar de Howard.

### Filmagem
A filmagem começou em abril de 2017, em Toronto, Ontário, Canadá.

## Lançamento
O filme foi lançado em 27 de novembro de 2020 pela Amazon Studios.